# Чаусов Олексій Єгорович
Олексій Єгорович Чаусов (4 березня 1950, село Злидине, тепер Дмитрієвського району Курської області, Російська Федерація) — радянський діяч, секретар парткому Челябінського металургійного комбінату. Член ЦК КПРС у 1990—1991 роках.

## Життєпис
У 1967 році — слюсар ремонтно-механічного заводу міста Дмитрієв-Льговський Курської області.
У 1967—1968 роках — слюсар Челябінського металургійного заводу.
З 1968 по 1970 рік служив у Радянській армії.
У 1970—1981 роках — слюсар, бригадир слюсарів, майстер Челябінського металургійного комбінату..
Член КПРС з 1971 року.
У 1977 році закінчив Челябінський політехнічний інститут.
У 1981—1985 роках — секретар партійного бюро цеху, в 1985—1990 роках — голова партійної комісії при партійному комітеті, заступник секретаря партійного комітету (парткому) Челябінського металургійного комбінату.
У 1990—1991 роках — секретар партійного комітету (парткому) Челябінського металургійного комбінату.
Подальша доля невідома.